# Königsberg in Bayern
Königsberg in Bayern är en stad i Landkreis Haßberge i Regierungsbezirk Unterfranken i förbundslandet Bayern i Tyskland.
Fram till 1918 var området en exklav som tillhörde furstendömet Sachsen-Coburg-Gotha.